# Senyoria de Beaujeu

Escut

La senyoria de Beaujeu fou una jurisdicció feudal centrada a la ciutat de Beaujeu, coneguda com a Beaujolais, que s'esmenta ja el segle X amb Onofre I, que vivia vers el 930. L'abadia de Cluny, a la vora, tenia diferències per les possessions amb els petits senyors locals i amb els veïns comtes de Forez i de Mâcon, els bisbes de Mâcon, i l'arquebisbe de Lió, i buscava el suport del senyor principal, el castellà de Pierre-Aigüe (just sota Beaujeu), que dominava la vall de l'Ardières. Els senyors de Beaujeu van esdevenir aliats i protectors de l'abadia. La línia directa de senyors es va extingir amb Guixard V, mort el 1265, que va deixar com a hereva sa germana Isabel, casada amb Renaud I comte de Forez, el fill segon dels quals, Lluís, va rebre la senyoria de Beaujeu. El va succeir el seu fill Guixard VI, anomenat el Gran, i a aquest el seu fill Eduard I. El fill d'aquest, Guixard, fou el següent senyor i a la seva mort el seu fill Antoni. Aquest va morir sense fills el 1374 i la successió va correspondre a Eduard, fill de Guillem (Guillem senyor d'Amplepuis, fou fill de Guixard VI) que mancat de successió va vendre la senyoria el 1390 a Lluís II de Borbó, reservant-se l'usdefruit fins a la seva mort, esdevinguda el 1400. Els Borbons la van tenir fins al 1522 quan fou expropiada per la corona francesa al conestable de Borbó Carles, que s'havia passat al bàndol de Carles V d'Alemanya i I d'Espanya. Va ser retornat als Borbó com a senyoria junt amb el ducat de Montpensier i va seguir el mateix camí fins a ser cedit per la darrera hereva a Lluís d'Orleans duc del Maine el 1681. El 1693 la corona recupera la propietat i la senyoria és donada a Monsieur, germà de Lluís XIV. La Casa d'Orleans va conservar Beaujeu fins a la revolució. Va quedar integrada el 4 de març de 1790, junt amb les antigues províncies del Lionès i Forez, al departament de Roina i Loire (dividit el 1793).

## Llista de senyors de Beaujeu
- Onofre vers 930
- Berald I (fill) vers 960
- Humbert o Hubert I (fill) ?-1016
- Guixard (fill) 1016-?
- Berald II (fill) ?
- Guixard II (germà) abans de 1100
- Humbert o Hubert II (fill) fins al 1103.
- Guixard III (fill) 1103-1137
- Humbert o Hubert III (fill) 1137-1174
- Humbert o Hubert IV (fill) 1174-1202
- Guixard IV el Gran (fill) 1202-1216
- Humbert o Hubert V (fill) 1216 (tronc dels senyors de Montpensier)
- Humbert o Hubert V (fill) 1216-1250 (senyor de Miribel i Dombes per matrimoni)
- Guixard V (fill) 1250-1265
- Isabel (germana) 1265-1297
  - Renaud de Forez (espòs) 1265-1277
- Lluís I (fill) 1277-1295
- Guixard VI el Gran (fill) 1295-1331
- Eduard I (fill) 1331-1351
- Antoni (fill) 1351-1374
- Eduard II (cosí) 1374-1400
- Lluís II, duc de Borbó 1400-1410
- Joan I (fill) 1410-1434
- Carles I (fill) 1434-1456
- Joan II (fill) 1456-1488
- Pere (fill) 1488-1503
- Susana (filla) 1503 
  - Carles II (espòs) 1503-1522
- En litigi 1522-1527
- Lluïsa de Savoia 1527
- Francesc I de França 1527(de la corona)
- Luïsa de Montpensier 1527-1539 (usufructuaria, excepte de 1530 a 1531 en què fou plena propietària)
- Francesc I de França 1539-1547 (de la corona)
- Enric II de França 1547-1559 (de la corona)
- Francesc II de França 1559-1560 (de la corona)
- Lluïsa de Montpensier 1560-1561
- Lluís III de Montpensier 1561-1582
- Francesc III de Montpensier (fill) 1582-1592
- Enric II de Montpensier (fill) 1592-1608
- Maria de Montpensier 1608-1626
- Gastó de França duc d'Orleans 1626-1660
- Anna Maria Lluïsa d'Orleans (filla) 1660-1681 (usdefruit 1681-1693) dita La Grande Mademoiselle (La Gran senyoreta)
- Lluís IV August, duc du Maine 1681-1693 (+1736) (per donació de Ana Maria Lluïsa)
- Felip d'Orleans, Monsieur (1640-1701) 1693-1701
- Felip d'Orleans, fill (1674-1723) 1701-1723. La seva filla Filipina Elisabet d'Orleans (1714–1734) fou anomenada Mademoiselle de Beaujolais
- Lluís d'Orleans (1703-1752) 1723-1752
- Lluís Felip d'Orleans (1725-1785) 1752-1785
- Lluís Felip d'Orleans, fill (1747-1793) 1785-1789/1793, que va cedir el títol al seu fill
- Lluís Carles d'Orleans (germà del futur Lluís Felip I, rei dels francesos) 1789/1793-1808, titular comte de Beaujolais, darrer a portar el títol
- Suprimit per la revolució 1789, el títol es va extingir el 1808.